# Chiranjeevi
Konidela Siva Sankara Vara Prasad (Mogalthur, 22 augustus 1955), beter bekend als Chiranjeevi, is een Indiaas acteur die met name in de Telugu filmindustrie actief is. Hij werd in 2006 door de Indiase regering onderscheiden met de Padma Bhushan voor zijn bijdrage aan de Indiase filmindustrie.

## Biografie
Op advies van zijn moeder nam hij zijn artiestennaam Chiranjeevi aan, wat evenveel betekent als onsterfelijk, gezien zijn familie de hindoe god Hanoeman eerde en hij staat voor het eeuwige leven. Chiranjeevi startte zijn carrière met opnames voor de film Punadhirallu (1979), maar Pranam Khareedu (1978) werd eerder uitgebracht en dus zijn debuutfilm. Hij verwierf naamsbekendheid binnen de Telugu filmindustrie met Mana Voori Pandavulu (1978), de film Khaidi (1983) bezorgde hem de sterrenstatus.
Chiranjeevi heeft in meer dan 150 films een rol vertolkt, grotendeels in het Telugu maar ook enkele in het Hindi, Tamil en Kannada.
Op 20 februari 1980 huwde hij Surekha, dochter van acteur Allu Ramalingaiah, ze kregen drie kinderen waaronder acteur Ram Charan. Chiranjeevi is de oudere broer van acteurs Nagendra Babu en Pawan Kalyan. De oom van acteurs Allu Arjun, Allu Sirish, Varun Tej, Niharika Konidela, Sai Dharam Tej en Panja Vaisshnav Tej.

## Filmografie
| Jaar | Film                              | Rol                               | Opmerking                               |
| ---- | --------------------------------- | --------------------------------- | --------------------------------------- |
| 1978 | Pranam Khareedu                   | Narsimha                          |                                         |
| 1978 | Mana Voori Pandavulu              | Parthu                            |                                         |
| 1979 | Tayaramma Bangarayya              | Jothi's echtgenoot                | gastoptreden                            |
| 1979 | Kukka Katuku Cheppu Debba         | Shekar                            |                                         |
| 1979 | Kotta Alludu                      | Jagan                             |                                         |
| 1979 | I Love You                        | Ramesh                            |                                         |
| 1979 | Punadhirallu                      |                                   |                                         |
| 1979 | Idi Katha Kaadu                   | Subanakar                         |                                         |
| 1979 | Sri Rambantu                      | Raghu Ram                         |                                         |
| 1979 | Kothala Raayudu                   | Satyam                            |                                         |
| 1980 | Agni Sanskaram                    |                                   |                                         |
| 1980 | Kottapeta Rowdy                   | Prasanna Kumar                    | gastoptreden                            |
| 1980 | Chandipriya                       | Anil                              |                                         |
| 1980 | Aarani Mantalu                    | Ravi                              |                                         |
| 1980 | Jathara                           | Rambabu                           |                                         |
| 1980 | Mosagadu                          | Seshu                             |                                         |
| 1980 | Punnami Naagu                     | Naagulu                           |                                         |
| 1980 | Nakili Manishi                    | Prasad/ Shyam                     |                                         |
| 1980 | Kaali                             | GK                                |                                         |
| 1980 | Thathayya Premaleelalu            | Bhargav                           |                                         |
| 1980 | Love In Singapore                 | Suresh                            |                                         |
| 1980 | Prema Tarangalu                   | Kumar                             |                                         |
| 1980 | Mogudu Kaavali                    | Chiranjeevi                       |                                         |
| 1980 | Rakta Bandham                     | Tilak                             |                                         |
| 1981 | Aadavaallu Meeku Joharlu          |                                   | gastoptreden                            |
| 1981 | Prema Natakam                     |                                   | gastoptreden                            |
| 1981 | Parvathi Parameshwarulu           | Mohan                             |                                         |
| 1981 | 47 Natkal                         | Kumar                             | Tamil film                              |
| 1981 | 47 Rojulu                         | Kumar                             |                                         |
| 1981 | Thodu Dongalu                     | Kishore                           |                                         |
| 1981 | Tirugu Leni Manishi               | Kishore                           |                                         |
| 1981 | Nyayam Kavali                     | Suresh Kumar                      |                                         |
| 1981 | Ranuva Veeran                     | Ondra Kannu                       | Tamil film                              |
| 1981 | Ooriki Ichina Maata               | Ramudu                            |                                         |
| 1981 | Rani Kasula Rangamma              | Sukumar                           |                                         |
| 1981 | Srirasthu Subhamasthu             | Krishna                           |                                         |
| 1981 | Priya                             | Vijay                             |                                         |
| 1981 | Chattaniki Kallu Levu             | Vijay                             |                                         |
| 1981 | Kirayi Rowdylu                    | Raja                              |                                         |
| 1982 | Intlo Ramayya Veedilo Krishnayya  | Rajasekharam                      |                                         |
| 1982 | Subhalekha                        | Narasimha Murthi                  |                                         |
| 1982 | Idi Pellantara                    | Deepak                            |                                         |
| 1982 | Sitadevi                          | Prabhakar                         |                                         |
| 1982 | Radha My Darling                  | Mohan                             |                                         |
| 1982 | Tingu Rangadu                     | Ranga                             |                                         |
| 1982 | Patnam Vachina Pativrathalu       | Gopi                              |                                         |
| 1982 | Billa Ranga                       | Billa/ agent Vishnu               |                                         |
| 1982 | Yamakinkarudu                     | Vijay                             |                                         |
| 1982 | Mondi Ghatam                      | Ravindra                          |                                         |
| 1982 | Manchu Pallaki                    | Sekhar                            |                                         |
| 1982 | Bandhalu Anubandhalu              | agent Chiranjeevi                 |                                         |
| 1983 | Prema Pichollu                    | Ravi                              |                                         |
| 1983 | Palletoori Monagadu               | Raju                              |                                         |
| 1983 | Abhilasha                         | Chiranjeevi                       |                                         |
| 1983 | Aalaya Sikharam                   | Seenu                             |                                         |
| 1983 | Shivudu Shivudu Shivudu           | Shivudu/ Vijay                    |                                         |
| 1983 | Puli Bebbuli                      | Gopi Krishna                      |                                         |
| 1983 | Gudachari No.1                    | Vijay                             |                                         |
| 1983 | Maa Inti Premayanam               | zichzelf                          | gastoptreden                            |
| 1983 | Maga Maharaju                     | Raju                              |                                         |
| 1983 | Roshagadu                         | Sikkindar/ Srikanth               |                                         |
| 1983 | Simhapuri Simham                  | Raja Shekharam/ Vijay             |                                         |
| 1983 | Khaidi                            | Sooryam                           |                                         |
| 1983 | Manthri Gari Viyyankudu           | Babji                             |                                         |
| 1983 | Sangharshana                      | Dilip                             |                                         |
| 1984 | Allulu Vasthunnaru                | Gopi                              |                                         |
| 1984 | Goonda                            | Kalidas/ Raja/ Ravi               |                                         |
| 1984 | Hero                              | Krishna                           |                                         |
| 1984 | Devanthakudu                      | Vijay Kumar                       |                                         |
| 1984 | Mahanagaramlo Mayagadu            | Raja                              |                                         |
| 1984 | Challenge                         | Gandhi                            |                                         |
| 1984 | Intiguttu                         | Vijay Kumar                       |                                         |
| 1984 | Naagu                             | Naagu                             |                                         |
| 1984 | Agni Gundam                       | Vijay                             |                                         |
| 1984 | Rustum                            | Hari                              |                                         |
| 1985 | Chattamtho Poratam                | Ravishankar                       |                                         |
| 1985 | Donga                             | Phani                             |                                         |
| 1985 | Chiranjeevi                       | Chiranjeevi                       |                                         |
| 1985 | Jwaala                            | Raju/ Yuvaraju                    |                                         |
| 1985 | Puli                              | Kranthi                           |                                         |
| 1985 | Raktha Sindhuram                  | Gandragoddali/ Gopi               |                                         |
| 1985 | Adavi Donga                       | Kalidas                           |                                         |
| 1985 | Vijetha                           | Chinna Babu                       |                                         |
| 1986 | Kirathakudu                       | Charan                            |                                         |
| 1986 | Kondaveeti Raja                   | Raja                              |                                         |
| 1986 | Magadheerudu                      | Raju                              |                                         |
| 1986 | Veta                              | Ranapratap Kumar Varma            |                                         |
| 1986 | Chantabbai                        | Panduranga Rao                    |                                         |
| 1986 | Rakshasudu                        | Pursha                            |                                         |
| 1986 | Dhairyavanthudu                   | Kishore                           |                                         |
| 1986 | Chanakya Shapadham                | Chanakya                          |                                         |
| 1987 | Donga Mogudu                      | Ravi Teja/ Nagaraju               |                                         |
| 1987 | Aradhana                          | Puli Raju                         |                                         |
| 1987 | Trimurtulu                        | zichzelf                          | gastoptreden                            |
| 1987 | Chakravarthy                      | Chakravarthy/ Anji                |                                         |
| 1987 | Pasivadi Pranam                   | Madhu                             |                                         |
| 1987 | Swayam Krushi                     | Sambaiah                          |                                         |
| 1987 | Jebu Donga                        | Chitti Babu                       |                                         |
| 1988 | Manchi Donga                      | Veerendra                         |                                         |
| 1988 | Rudraveena                        | Suryanarayana Sharma              | ook producent                           |
| 1988 | Yamudiki Mogudu                   | Kali/ Balu                        |                                         |
| 1988 | Khaidi No.786                     | Gopi                              |                                         |
| 1988 | Marana Mrudangam                  | Janardhan/ Johnny                 |                                         |
| 1988 | Trinetrudu                        | Abhimanyu                         | ook producent                           |
| 1988 | Yudda Bhoomi                      | Vijay                             |                                         |
| 1989 | Athaku Yamudu Ammayiki Mogudu     | Kalyan                            |                                         |
| 1989 | Mappillai                         | zichzelf                          | gastoptreden, ook producent, Tamil film |
| 1989 | State Rowdy                       | Kalicharan/ Prithvi               |                                         |
| 1989 | Rudranetra                        | Nethra                            |                                         |
| 1989 | Lankeswarudu                      | Siva Shankar                      |                                         |
| 1990 | Kondaveeti Donga                  | Raja                              |                                         |
| 1990 | Jagadeka Veerudu Athiloka Sundari | Raju                              |                                         |
| 1990 | Kodama Simham                     | Bharath                           |                                         |
| 1990 | Pratibandh                        | Siddhanth                         | Hindi film                              |
| 1990 | Raja Vikramarka                   | Raja Vikramarka                   |                                         |
| 1991 | Stuartpuram Police Station        | agent Rana Pratap                 |                                         |
| 1991 | Gang Leader                       | Raja                              |                                         |
| 1991 | Rowdy Alludu                      | Auto Johnny/ Kalyan               |                                         |
| 1992 | Gharana Mogudu                    | Raju                              |                                         |
| 1992 | Aaj Ka Goonda Raj                 | Raja                              | Hindi film                              |
| 1992 | Aapathbandavudu                   | Madhava                           |                                         |
| 1993 | Muta Mesthri                      | Subhash Chandra Bose              |                                         |
| 1993 | Mechanic Alludu                   | Ravi                              |                                         |
| 1994 | Mugguru Monagallu                 | Prudhvi/ Vikram/ Dattatreya       | ook producent                           |
| 1994 | S.P.Parshuram                     | agent Parasuram                   |                                         |
| 1994 | The Gentleman                     | Vijay                             | Hindi film                              |
| 1995 | Alluda Majaka                     | Sitaramudu/ Toyota                |                                         |
| 1995 | Big Boss                          | Surendra                          |                                         |
| 1995 | Rikshavodu                        | Raju and Dharma Raidu             |                                         |
| 1996 | Sipayi                            | majoor Chandrakanth               | Kannada film                            |
| 1997 | Hitler                            | Madhava Rao                       |                                         |
| 1997 | Master                            | Raj Kumar                         | ook zanger "Thammudu Are Thammudu"      |
| 1998 | Bavagaru Bagunnara?               | Raju                              | ook producent                           |
| 1998 | Choodalani Vundi                  | Ramakrishna                       |                                         |
| 1999 | Sneham Kosam                      | Simhadri/ Chinnayya               |                                         |
| 1999 | Iddaru Mitrulu                    | Vijay                             |                                         |
| 2000 | Annayya                           | Rajaram                           |                                         |
| 2000 | Hands Up!                         | Saraswati's echtgenoot            | gastoptreden                            |
| 2001 | Mrugaraju                         | Raju bhai                         | ook zanger "bhai bhai"                  |
| 2001 | Sri Manjunatha                    | Manjunatha/ Shiva                 | Kannada film                            |
| 2001 | Daddy                             | Rajkumar                          |                                         |
| 2002 | Indra                             | Indrasena Reddy/ Shankar Narayana |                                         |
| 2003 | Tagore                            | Tagore                            |                                         |
| 2004 | Anji                              | Anji                              |                                         |
| 2004 | Shankar Dada MBBS                 | Shankar Prasad/ Shankar Dada      |                                         |
| 2005 | Andarivaadu                       | Govindarajulu/ Siddharth          |                                         |
| 2005 | Jai Chiranjeeva                   | Satyanarayana Murthy              |                                         |
| 2005 | Hanuman                           | Hanoeman                          | stemacteur, animatie film               |
| 2006 | Stalin                            | Stalin                            |                                         |
| 2006 | Style                             | zichzelf                          | gastoptreden                            |
| 2007 | Shankar Dada Zindabad             | Shankar Prasad/ Shankar Dada      |                                         |
| 2009 | Magadheera                        |                                   | in nummer "Bangaru Kodipetta"           |
| 2013 | Jagadguru Adi Shankara            | Manjunatha/ Shiva                 | gastoptreden                            |
| 2015 | Bruce Lee: The Fighter            | zichzelf                          | gastoptreden                            |
| 2017 | Khaidi No. 150                    | Shankar/ Katthi Srinu             |                                         |
| 2019 | Sye Raa Narasimha Reddy           | Uyyalawada Narasimha Reddy        |                                         |
| 2022 | Son of India                      |                                   | buitenbeeldse verteller                 |
| 2022 | Acharya                           | Acharya                           |                                         |
| 2022 | Godfather                         | Brahma Teja/ Abram Qureshi        |                                         |
| 2023 | Waltair Veerayya                  | Waltair Veerayya                  |                                         |
| 2023 | Bhola Shankar                     | Bhola Shankar                     |                                         |